# EMM '21
EMM '21 is een Nederlandse amateurvoetbalvereniging uit de dorpen Roelofarendsveen en Oude Wetering in de Zuid-Hollandse gemeente Kaag en Braassem. De club werd in 2021 opgericht na een fusie tussen WVC en DOSR. De kleuren zijn rood en zwart.
De naam Eendracht Maakt Macht is een verwijzing naar de bloemenveiling in Roelofarendsveen die in 1918 is ontstaan uit de samenvoeging van drie coöperaties. 

## 2022-heden
In het seizoen 2021/22 speelde EMM '21 met haar standaardelftal op de zondag. In 2022 maakte de club echter horizontaal de overstap naar de zaterdag.
| 8 2C |

| 4 2D |

| 10 2C |

| -- 3B |

| Tweede divisie | Derde divisie | Vierde divisie | Eerste klasse |
| Tweede klasse  | Derde klasse  | Vierde klasse  | Vijfde klasse |